# Sant Esteve de les Vinyes
Sant Esteve de les Vinyes fou una església de la comuna rossellonesa de Paçà, a la Catalunya del Nord.
Es trobava a la zona nord-oest del terme, però no se'n conserven restes visibles.

## Història
Està documentat per primer cop el 933, quan és esmentada en una acta de delimitació del veí terme de Torderes. Del segle xii al segle xv és esmentada en diversos documents, i entre 1130 i 1148 fou donada al monestir de Santa Maria del Camp, juntament amb Sant Pere de Paçà.